# Улица Ленина (Арзамас)
У́лица Ле́нина — одна из самых старых улиц Арзамаса. Простирается от Соборной площади до трассы P158, через село Кирилловка.

## История

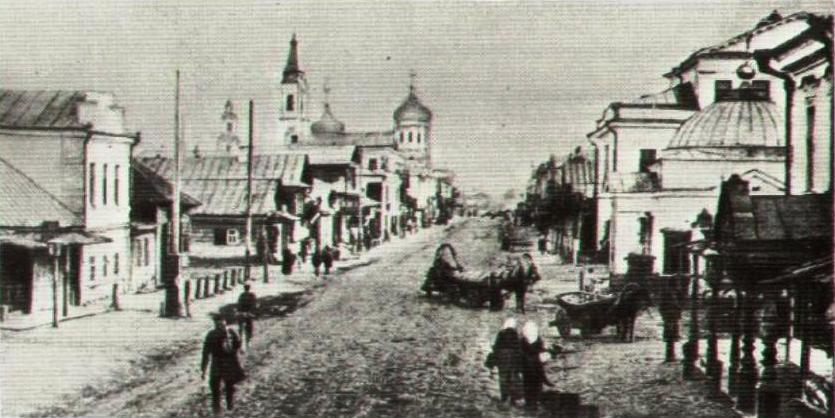
Ново-Московская улица (конец XIX — начало XX века)

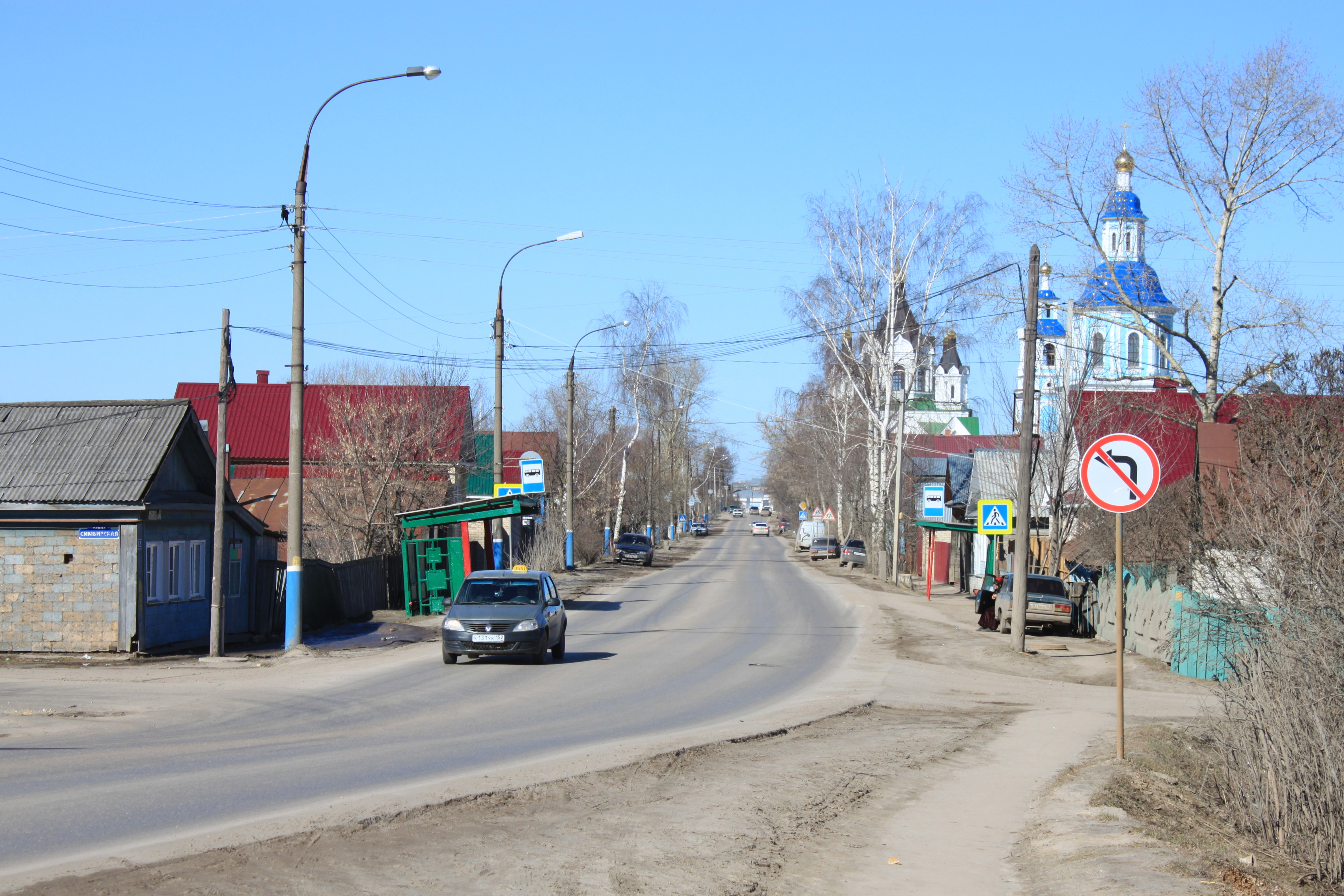
Улица Ленина, вид на запад сразу после моста через реку Шамку

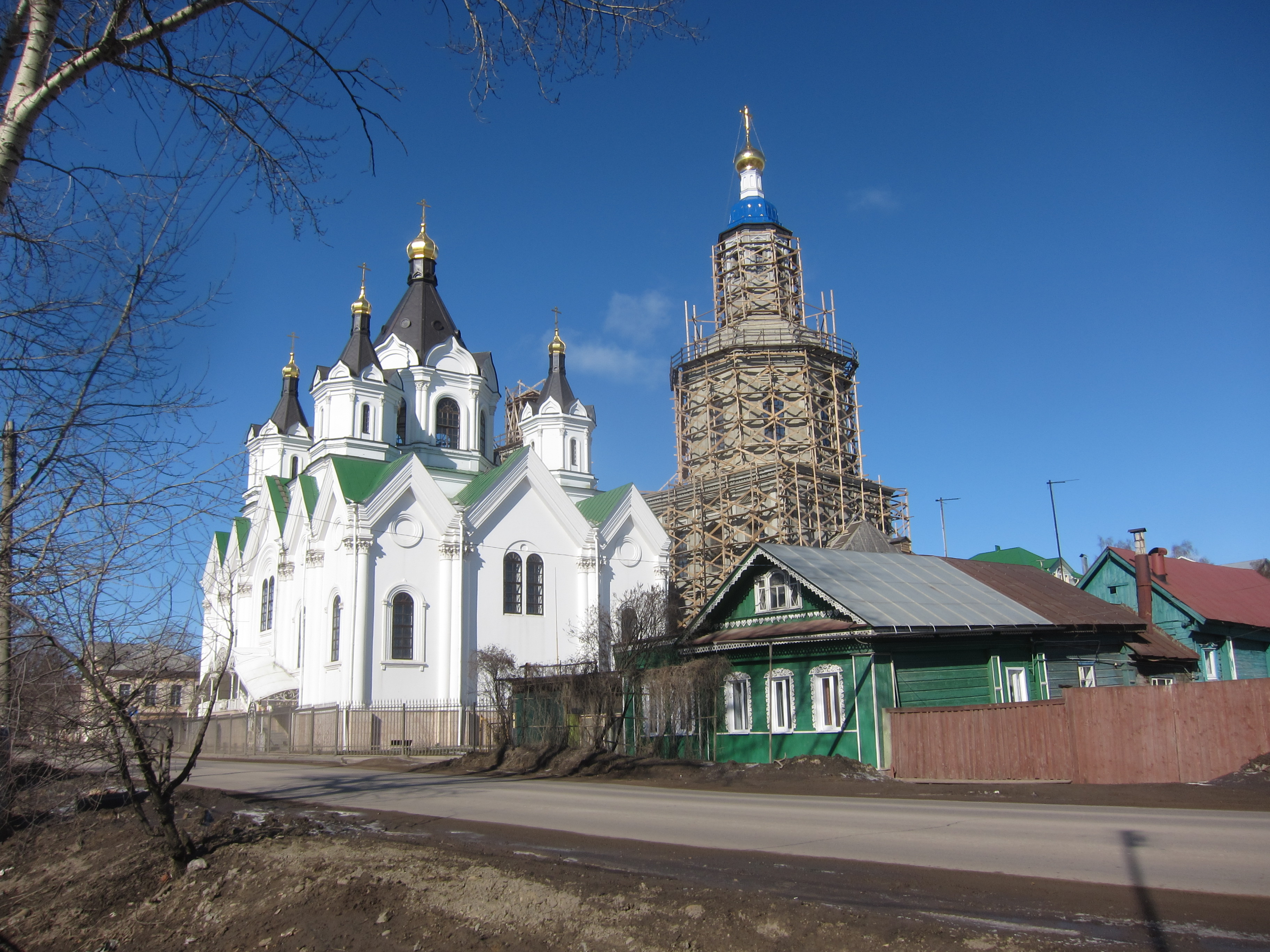
Церкви Рождества Христова (слева) и Смоленской иконы Божией Матери

В состав нынешней улицы Ленина вошли бывшие Рождественская и Ново-Московская улицы. Ново-Московская шла от реки Тёша до пересечения с Мостовой улицей (ныне улица Володарского). Рождественская улица являлась продолжением Ново-Московской и шла дальше на восток. Ново-Московская улица была так названа в связи с тем, что она, как и Старо-Московская улица (ныне улица Урицкого), выходила на Московский тракт. Рождественская улица называлась так по расположенной на ней церкви Рождества Христова. После Октябрьской революции Рождественская улица была переименована в улицу Ленина, а Ново-Московская — в улицу 22 Апреля. 16 апреля 1938 года улица 22 Апреля вошла в состав улицы Ленина.

## Хронология
- 1792 — была построена церковь Смоленской иконы Божией Матери.
- 1802 — была построена церковь Владимирской иконы Божией Матери.
- 1852 — была построена церковь Рождества Христова.
- 1956 — был основан Арзамасский завод легкого машиностроения.

## Достопримечательности

### Церковь Владимирской иконы Божией Матери
Церковь Владимирской иконы Божией Матери построена в 1802 г. Ранее на её месте находилась древняя Зосимовская церковь, поэтому новую церковь, имеющую соответствующий придел, называли ещё Зосимовской. Рядом находилась зимняя церковь Богоявления Господня (1818 г.), полностью утраченная в советское время

### Церковь Рождества Христова
Тёплый храм Рождественского прихода, возведенный в 1850—1852 наследниками купца-откупщика А. М. Заяшникова. Выстроен вместо прежнего каменного здания. Восьмистолпный храм в русско-византийском стиле с пощипцовыми завершениями прясел фасадов, увенчанный пятью шатровыми куполами. Боковые приделы Благовещенский и Николая Чудотворца и прмч. Евдокии. Закрыт в 1940, передан под пекарню, купола сломаны. В 1990-х возвращён верующим, отреставрирован.

### Другие здания и сооружения
- № 1 — Частный музей «Мир Старины»

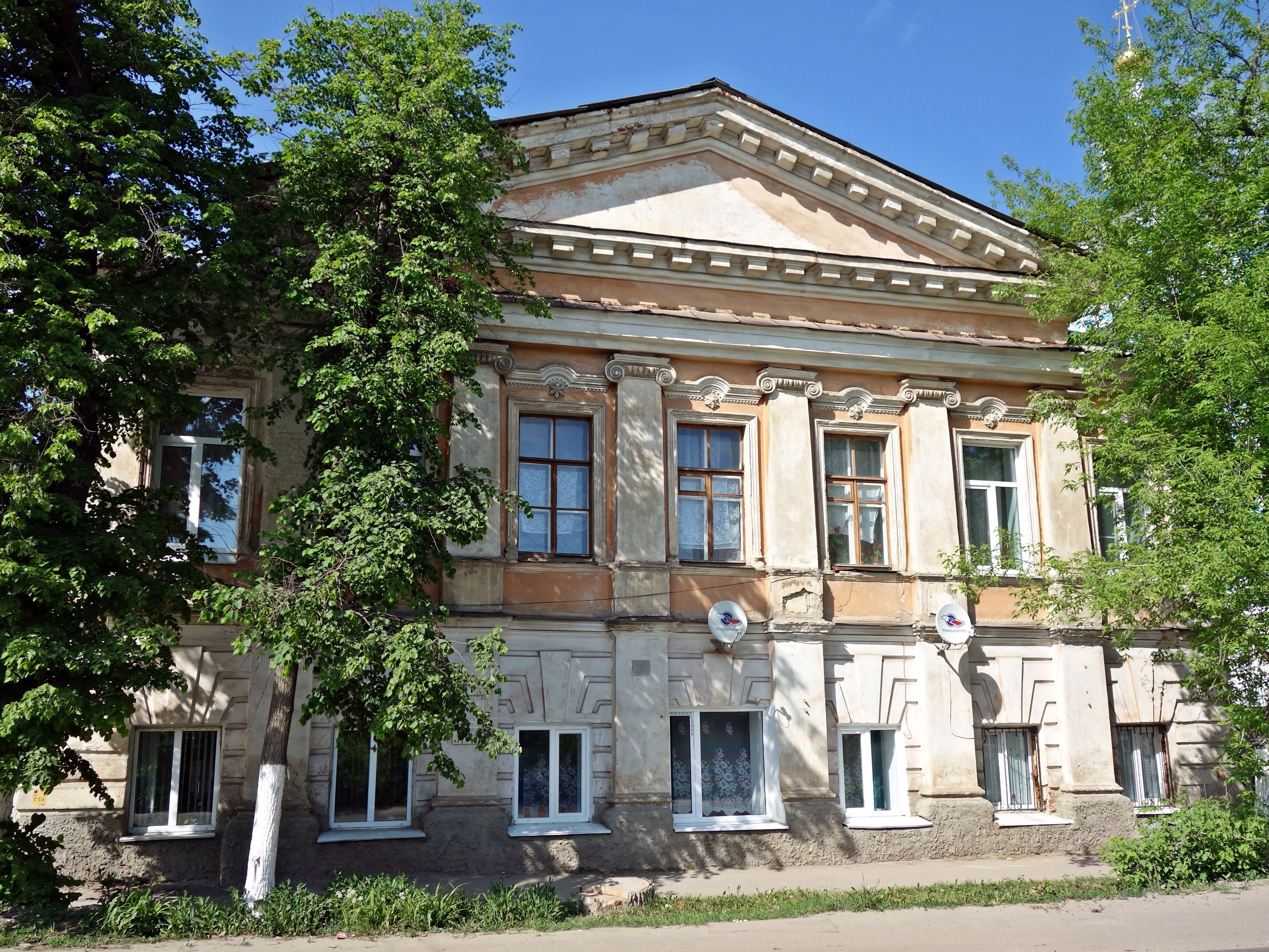
Усадьба Серебрянникова

- № 15-а — Здание лабаза (1923 год). Объект культурного наследия местного значения[2].
- № 26 — Административное здание середины XIX века. Объект культурного наследия регионального значения[3].
- № 31 — Жилой дом Стрегулина (1-я половина XIX века). Объект культурного наследия регионального значения[4].
- № 41 — Усадьба Серебрянникова (конец XVIII — начало XIX века). Объект культурного наследия местного значения[5].
- № 51 — Городская усадьба (Дом Жевакиных). Объект культурного наследия[6].